# Campo Grande (Rio Grande do Norte)
 Campo Grande (tra il 28 agosto 1903 e il 6 dicembre 1991 Augusto Severo) è un comune del Brasile nello Stato del Rio Grande do Norte, parte della mesoregione dell'Oeste Potiguar e della microregione del Médio Oeste.